# Pegasti lesketnik
Pegasti ali lisasti lesketnik (znanstveno ime Somatochlora flavomaculata) je vrsta raznokrilih kačjih pastirjev iz družine lebduhov, razširjena po večini Evrope in na zahodu Sibirije.

## Opis
Ime je dobil po vrsti rumenih peg ob straneh zadka in oprsja, po čemer se loči od ostalih kovinsko zeleno obarvanih kačjih pastirjev, kot je kovinski lesketnik. Pege so večje pri samicah kot pri samcih in bolj žive barve pri mladih odraslih osebkih, pri starejših pa lahko skoraj povsem zbledijo. Odrasli dosežejo v dolžino 45 do 54 mm.

## Ekologija in razširjenost
Vrsta uspeva ob plitvih in močno zaraščenih manjših vodnih telesih, kot so bazenčki v šotnih barjih, vlažnih travnikih in mrtvicah, v manjši meri pa tudi v počasi tekočih potokih in kanalih. Nimfe preživijo, če se njihovo okolje izsuši za nekaj tednov. Pogosto so vodna telesa, kjer se razvijajo nimfe, blizu gozda; odrasli namreč pogosto ostanejo v bližini kraja, kjer so se izlegli, najraje pa lovijo hrano na jasah in ob gozdnem robu. Višek aktivnosti je sredi poletja, od druge polovice junija do prve polovice avgusta. Pegasti lesketnik je pogost v Srednji Evropi in v južni Skandinaviji. Na zahodnem in južnem delu območja razširjenosti, ki se razteza tudi do Srednjega vzhoda, je populacija bolj razpršena.
V Sloveniji je vrsta lokalno razširjena in vezana na ekstenzivno rabo prostora, daleč največ znanih najdišč je na Ljubljanskem barju, kar pa je tudi posledica usmerjenih raziskav odonatologov.